# Quique Guasch
Quique Guasch (Barcelona, 1951) és un periodista esportiu català.
Com a periodista, començà la seva trajectòria professional a Ràdio Joventut. I treballà durant trenta-dos anys a Televisió Espanyola a Catalunya, especialitzant-se com a comentarista de futbol. Des d'allà feu el seguiment de dos Jocs Olímpics, cinc Copes del Món i quatre Eurocopes de futbol. També va intervinir en programes de televisió com Atac i Gol, Gol Nord, Fantàstic, El Rondo i Efectivament. A més ha col·laborat al programa de ràdio de RAC1 i als diaris ABC, Sport i Gol, entre altres mitjans. El 2007 fou fitxat a l'equip de col.laboradors d'Andreu Buenafuente en el magazín nocturn de La Sexta. Guasch també ha treballat en diversos programes de la COPE.